# Lega Svizzera contro l'Epilessia
La Lega Svizzera contro l'Epilessia (Lega contro l'Epilessia, LScE), attiva in tutta la Svizzera, è un'organizzazione specializzata e un'associazione di categoria per il quadro clinico dell'epilessia. È membro della International League Against Epilepsy (ILAE) (Lega internazionale contro l'epilessia), rappresentandone la sezione nazionale in Svizzera (dal 1963). La Lega contro l'Epilessia promuove la ricerca e offre consulenza a specialisti, pazienti e parenti. Svolge inoltre un'opera di informazione, sensibilizzando l'opinione pubblica sul tema dell'epilessia. Intende così contribuire all'integrazione delle persone colpite da epilessia nella società.

## Attività
La Lega Svizzera contro l'Epilessia pubblica la rivista specializzata “Epileptologie” quattro volte l'anno. Ogni anno conferisce un premio per la promozione della ricerca e, ogni tre anni, un premio per dottorati a giovani scienziati. Organizza la Giornata dell'Epilessia il 5 ottobre. Mette a disposizione della documentazione pratica a tutti gli interessati. Tre volte l'anno si svolgono manifestazioni specializzate per il perfezionamento nel settore dell'epilettologia, e manifestazioni rivolte al vasto pubblico con lo scopo d'informare sul quadro clinico dell'epilessia.

## Finanziamento
La Lega contro l'Epilessia viene finanziata attraverso contributi dei soci, donazioni, sponsorizzazioni e, in piccola parte, dai proventi derivanti da servizi. Non riceve sovvenzioni pubbliche.

## Storia
La Lega contro l'Epilessia è nata dalla “Schweizerischer Hilfsverband für Epileptische”, fondata a Zurigo nel 1931. Nel 1963 si è trasformata in “Lega Svizzera contro l'Epilessia” con un nuovo statuto.